# Competència digital

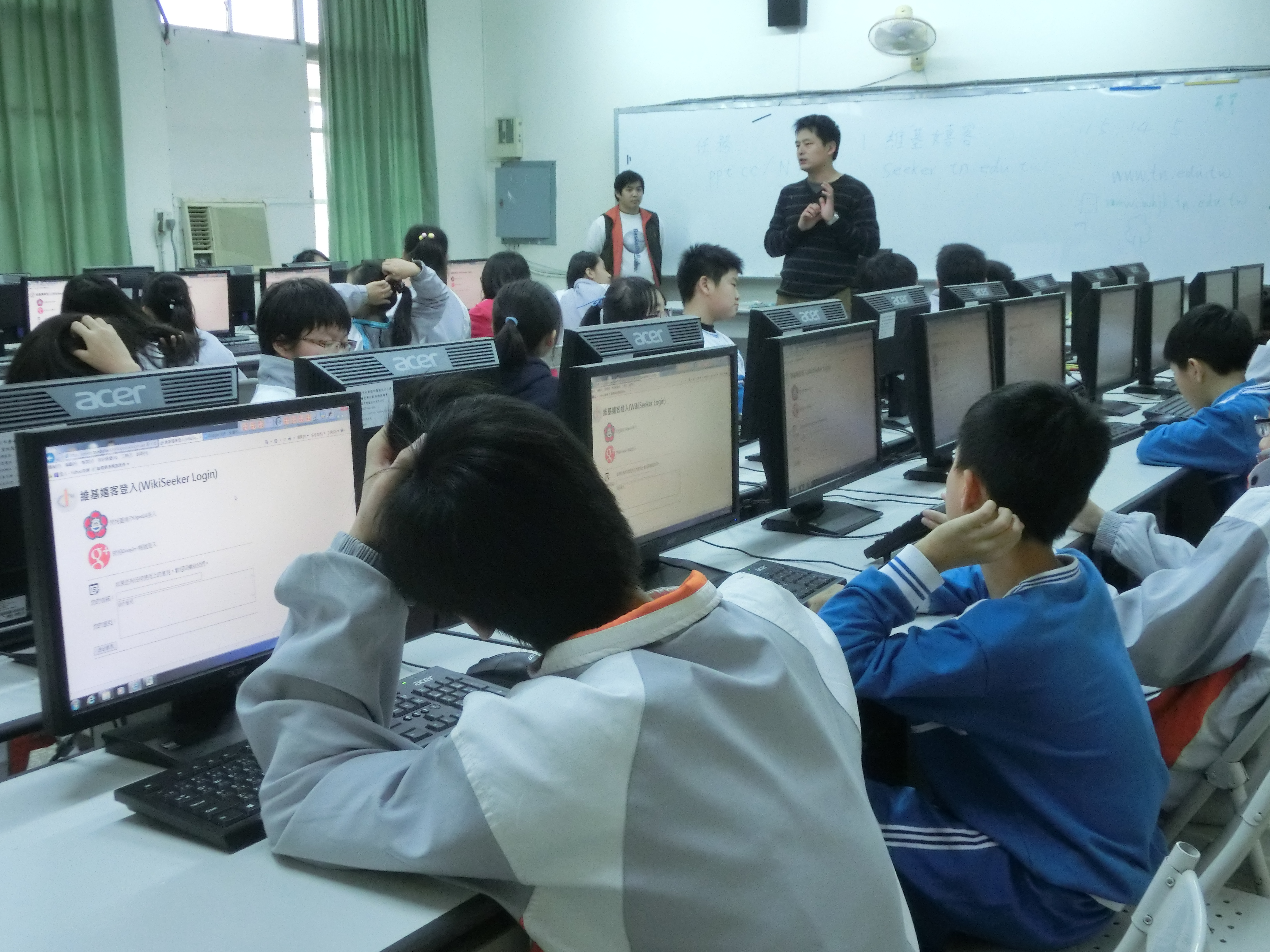
Aula amb ordinadors, professor i alumnes, que estan fent servir el cercador WikiSeeker, basat en la viquipèdia en xinès.

La competència digital és la capacitat d'utilitzar les tecnologies de la informació i de la comunicació en les tasques de la vida quotidiana, a l'escola, a la feina o al lleure. El seu contrari és l'analfabetisme digital. Es considera com una de les capacitats bàsiques (a més de llegir, escriure i matemàtica) i transversal, és a dir una habilitat necessària en qualsevol altra matèria que s'ensenya a l'escola, i més tard tot arreu en quasi totes les activitats de la vida quotidiana per a tota persona que vulgui interactuar amb normalitat a la societat actual.
L'ús de la informàtica i de la telemàtica implica transformació de la manera de treballar i canvis en l'accés a la informació i el coneixement. Cada vegada més continguts i activitats pedagògiques (exercicis, correcció…) utilitzen eines electròniques, de les quals cal dominar l'ús per accedir a la informació que fins fa poc encara necessitaven paper i llapis. L'alfabetització digital és indispensable per a participar en les altres activitats: ús del maquinari, la navegació per Internet, ús del correu electrònic, dels cercadors i de programari. La desmaterialització de la informació també contribueix a la reducció del volum de residus de paper, CD's, i altres recursos, però implica el domini de les noves eines tecnològiques, una inversió en maquinari més complex que la fins fa poc tradicional pissarra i guix, i una adaptació de tota la pedagogia. La velocitat d'obsolescència del maquinari i la necessitat de trobar plataformes i sistemes operatius uniformes o compatibles entre ells és un altre repte tècnic i econòmic.
El desplegament normatiu de la Llei Orgànica d'Educació (LOE) incorpora el concepte de competència digital en els decrets d'ensenyaments mínims de l'educació obligatòria. La competència digital també es recull als nous decrets del currículum de l'educació infantil, l'educació primària i l'educació secundària obligatòria de Catalunya. El nou currículum (2015) de l'educació primària de la Generalitat de Catalunya explicita com una major innovació la presència de competències digitals en totes les àrees. Ambdós currículums de les Illes Balears i de la comunitat Valenciana del 2014 van en el mateix sentit.
A Catalunya el desplegament normatiu de la LLEI 12/2009, del 10 de juliol, d'educació. regula l'adquisició de les competències bàsiques en l'àmbit digital que han d'adquirir els estudiants dels Sistema Educatiu Català.
El Departament d'Ensenyament també ha iniciat la definició de quines són les competències digitals que han de tenir els docents per aconseguir el domini de les eines tecnològiques entre l'alumnat
El Departament d'Ensenyament el 23 de maig de 2016 publica al Diari Oficial de la Generalitat de Catalunya la definició de la Competència digital docent, com la capacitat que tenen els docents d'aplicar i transferir tots els seus coneixements, estratègies, habilitats i actituds sobre les Tecnologies per a l'Aprenentatge i el Coneixement (TAC) en situacions reals i concretes de la seva praxi professional per tal de: (a) facilitar l'aprenentatge dels alumnes i l'adquisició de la competència digital d'aquest col·lectiu; (b) dur a terme processos de millora i innovació a l'ensenyament d'acord amb les necessitats de l'era digital; i (c) contribuir al seu desenvolupament professional d'acord amb els processos de canvi que tenen lloc a la societat i als centres educatius. La Competència digital docent (CDD) està formada per coneixements i habilitats de dos tipus: la competència TIC referida a l'ús instrumental de les tecnologies (CDI) i les habilitats de caràcter didàctic i metodològic (CDM).